# Couture-d'Argenson
Couture-d'Argenson è un comune francese di 379 abitanti situato nel dipartimento delle Deux-Sèvres nella regione della Nuova Aquitania.

## Società

### Evoluzione demografica
Abitanti censiti